# エコロブルーム
エコロブルーム（欧字名:Ecoro Bloom、2021年4月8日 - ）は、日本の競走馬。主な勝ち鞍は2024年のニュージーランドトロフィー。
馬名の意味は冠名+開花。

## 経歴

### デビュー前
2021年4月8日、北海道安平町のノーザンファームで誕生。2022年のセレクトセール1歳市場にて8400万円（税別）で原村正紀により落札された。その後、美浦・加藤征弘厩舎に入厩した。

### 2歳（2023年）
10月15日東京芝1600mの2歳新馬戦で浜中俊を背に2番人気で出走。道中3番手でレースを進めたが、直線で脚を余して3着に敗れる。続く11月11日東京芝1600mの2歳未勝利戦ではクリストフ・ルメールとコンビを組み、好位追走から直線で楽に抜け出すと後続に4馬身差をつけて2戦目で初勝利を挙げる。

### 3歳（2024年）
1月8日のGIIIシンザン記念から始動。好位追走からしぶとく脚を伸ばしたがノーブルロジャーの2着に敗れる。4月6日のGIIニュージーランドトロフィーでは新たに横山武史とのコンビで出走。レースでは道中好位追走から直線で鋭く脚を伸ばし、逃げ粘るユキノロイヤルをかわすと、最後はボンドガールの追撃を3/4差振り切り重賞初制覇を果たした。この勝利でNHKマイルカップへの優先出走権を獲得したが、5月1日に右足の違和感により出走を回避することが発表された。さらに、その後の精密検査で右第3中手骨の骨折が判明。復帰には6か月以上を要する見込み。

## 競走成績
以下の内容は、JBISサーチおよびnetkeiba.comに基づく。
| 競走日     | 競馬場 | 競走名       | 格   | 距離（馬場）  | 頭 数 | 枠 番 | 馬 番 | オッズ （人気） | 着順 | タイム （上り3F） | 着差 | 騎手        | 斤量 [kg] | 1着馬（2着馬）   | 馬体重 [kg] |
| ---------- | ------ | ------------ | ---- | ------------- | ----- | ----- | ----- | --------------- | ---- | ----------------- | ---- | ----------- | --------- | ---------------- | ----------- |
| 2023.10.15 | 東京   | 2歳新馬      |      | 芝1600m（重） | 14    | 2     | 2     | 003.90（2人）   | 03着 | R1:38.2（35.6）   | -0.2 | 0浜中俊     | 56        | カルツァクライン | 468         |
| 0000.11.11 | 東京   | 2歳未勝利    |      | 芝1600m（良） | 8     | 7     | 7     | 001.50（1人）   | 01着 | R1:34.8（33.2）   | -0.7 | 0C.ルメール | 56        | （ケイケイ）     | 468         |
| 2024.01.08 | 京都   | シンザン記念 | GIII | 芝1600m（良） | 18    | 7     | 13    | 002.80（1人）   | 02着 | R1:34.7（36.1）   | -0.2 | 0C.ルメール | 57        | ノーブルロジャー | 464         |
| 0000.04.06 | 中山   | NZT          | GII  | 芝1600m（稍） | 16    | 4     | 7     | 004.70（3人）   | 01着 | R1:34.4（35.0）   | -0.1 | 0横山武史   | 57        | （ボンドガール） | 472         |
| 2025.04.05 | 中山   | ダービー卿CT | GIII | 芝1600m（良） | 13    | 3     | 3     |                 |      | 競走除外          |      | 0横山武史   | 57.5      | トロヴァトーレ   | 472         |
| 0000.05.11 | 新潟   | 谷川岳S      | L    | 芝1400m（稍） | 14    | 2     | 2     | 002.70（1人）   | 04着 | R1:22.3（35.4）   | -0.2 | 0丹内祐次   | 58        | ベガリス         | 466         |

- 競走成績は2025年5月11日現在

## 血統表
| エコロブルームの血統           | エコロブルームの血統                                 | エコロブルームの血統            | （血統表の出典）                | （血統表の出典）    |
| 父系                           | サンデーサイレンス系                                 | サンデーサイレンス系            | サンデーサイレンス系            |                     |
| 父 ダイワメジャー 2001 栗毛    | 父の父*サンデーサイレンス Sunday Silence 1986 青鹿毛 | Halo                            | Hail to Reason                  | Hail to Reason      |
| 父 ダイワメジャー 2001 栗毛    | 父の父*サンデーサイレンス Sunday Silence 1986 青鹿毛 | Halo                            | Cosmah                          |                     |
| 父 ダイワメジャー 2001 栗毛    | 父の父*サンデーサイレンス Sunday Silence 1986 青鹿毛 | Wishing Well                    | Understanding                   | Understanding       |
| 父 ダイワメジャー 2001 栗毛    | 父の父*サンデーサイレンス Sunday Silence 1986 青鹿毛 | Wishing Well                    | Mountain Flower                 |                     |
| 父 ダイワメジャー 2001 栗毛    | 父の母スカーレットブーケ 1988 栗毛                   | *ノーザンテースト               | Northern Dancer                 | Northern Dancer     |
| 父 ダイワメジャー 2001 栗毛    | 父の母スカーレットブーケ 1988 栗毛                   | *ノーザンテースト               | Lady Victoria                   |                     |
| 父 ダイワメジャー 2001 栗毛    | 父の母スカーレットブーケ 1988 栗毛                   | *スカーレットインク             | Crimson Satan                   | Crimson Satan       |
| 父 ダイワメジャー 2001 栗毛    | 父の母スカーレットブーケ 1988 栗毛                   | *スカーレットインク             | Consentida                      |                     |
| 母 *シュガーショック 2011 栗毛 | 母の父Candy Ride 1999 鹿毛                           | Ride the Rails                  | Cryptoclearance                 | Cryptoclearance     |
| 母 *シュガーショック 2011 栗毛 | 母の父Candy Ride 1999 鹿毛                           | Ride the Rails                  | Herbalesian                     |                     |
| 母 *シュガーショック 2011 栗毛 | 母の父Candy Ride 1999 鹿毛                           | Candy Girl                      | Candy Stripes                   | Candy Stripes       |
| 母 *シュガーショック 2011 栗毛 | 母の父Candy Ride 1999 鹿毛                           | Candy Girl                      | City Girl                       |                     |
| 母 *シュガーショック 2011 栗毛 | 母の母Enthusiastically 2007 栗毛                     | Distorted Humor                 | *フォーティナイナー             | *フォーティナイナー |
| 母 *シュガーショック 2011 栗毛 | 母の母Enthusiastically 2007 栗毛                     | Distorted Humor                 | Danzig's Beauty                 |                     |
| 母 *シュガーショック 2011 栗毛 | 母の母Enthusiastically 2007 栗毛                     | Unbridled Hope                  | Unbridled                       | Unbridled           |
| 母 *シュガーショック 2011 栗毛 | 母の母Enthusiastically 2007 栗毛                     | Unbridled Hope                  | D'Youville Nurse                |                     |
| 母系(F-No.)                    | シュガーショック(USA)系(FN:6-f)                      | シュガーショック(USA)系(FN:6-f) | シュガーショック(USA)系(FN:6-f) |                     |
| 5代内の近親交配                | Fappiano 5･5（母内）＝6.25%                          | Fappiano 5･5（母内）＝6.25%     | Fappiano 5･5（母内）＝6.25%     |                     |
| 出典                           | 1.                                                   | 1.                              | 1.                              | 1.                  |

半兄のラーゴム（父：オルフェーヴル）は2021年きさらぎ賞勝ち馬。